# Andrejs Krūkliņš
Andrejs Krūkliņš (ur. 10 stycznia 1891  w Rydze) – łotewski lekkoatleta.
Brał udział w igrzyskach w 1912, na których wystąpił w biegu na 1500 m oraz maratonie. W biegu na 1500 m odpadł w pierwszej rundzie, nie dobiegając do mety. Maratonu nie ukończył. Reprezentował klub Rīgas Amatieris.

## Rekordy życiowe
- 1500 m – 4:33,8 s (1912)
- 5000 m – 17:17,0 s (1912)
- 10000 m – 36:05,0 s (1912)